# Futsal Fuorigrotta Napoli 2021-2022
La voce raccoglie i dati riguardanti il Futsal Fuorigrotta Napoli, squadra di calcio a 5 militante in serie A, nelle competizioni ufficiali del 2021-2022.

## Trasferimenti

### Sessione estiva
| Bruno Coelho         | ACCS              |
| Fernandinho          | Qairat            |
| Francesco Molitierno | Real San Giuseppe |
| Alejandro Yepes      | Real San Giuseppe |
| Manoel Crema         | Sandro Abate      |

| Diego Rodriguez   | Real San Giuseppe (prestito) |
| Vitor Renoldi     | Kuwait SC                    |
| Tiziano Chilelli  | Lazio                        |
| Vincenzo Milucci  | Alma Salerno                 |
| Matteo Ruggiero   | Trilem Casavatore (prestito) |
| Andrea De Gennaro | Trilem Casavatore (prestito) |
| Emanuele Rizzo    | Trilem Casavatore (prestito) |

### Sessione invernale
| Raffaele Lo Conte | CDM Genova    |
| Luka Perić        | Dobovec       |
| Dian Luka         | S10 Saragozza |

| Francesco Molitierno | Fortitudo Pomezia |
| Alejandro Yepes      | Sandro Abate      |
| Adriano Foglia       | Manfredonia       |

## Prima squadra
| N° | Naz.                  | Ruolo | Sportivo             | Anno       |  |  |
| -- | --------------------- | ----- | -------------------- | ---------- |  |  |
| 1  | Brasile (bandiera)    | POR   | Marcio Ganho         | 29.06.1998 |  |  |
| 3  | Italia (bandiera)     | UNI   | Simone Daniele       | 14.05.2002 |  |  |
| 4  | Argentina (bandiera)  | DIF   | Renzo Grasso         | 10.11.1994 |  |  |
| 6  | Italia (bandiera)     | DIF   | Fernando Perugino    | 23.04.1996 |  |  |
| 7  | Portogallo (bandiera) | LAT   | Bruno Coelho         | 01.08.1987 |  |  |
| 8  | Slovenia (bandiera)   | LAT   | Nejc Hozjan          | 31.07.1996 |  |  |
| 9  | Italia (bandiera)     | LAT   | Attilio Arillo       | 29.12.1994 |  |  |
| 10 | Italia (bandiera)     | PIV   | Luca De Simone       | 19.06.1995 |  |  |
| 11 | Croazia (bandiera)    | PIV   | Luka Perić           | 09.02.1997 |  |  |
| 11 | Spagna (bandiera)     | LAT   | Alejandro Yepes      | 12.03.1989 |  |  |
| 12 | Italia (bandiera)     | POR   | Raffaele Lo Conte    | 29.07.1999 |  |  |
| 16 | Italia (bandiera)     | UNI   | Vincenzo Amirante    | 30.12.2002 |  |  |
| 17 | Brasile (bandiera)    | LAT   | Luis Turmena         | 10.01.1991 |  |  |
| 18 | Brasile (bandiera)    | PIV   | Fernandinho          | 01.07.1983 |  |  |
| 20 | Italia (bandiera)     | PIV   | Rodolfo Fortino      | 30.04.1983 |  |  |
| 22 | Italia (bandiera)     | POR   | Francesco Molitierno | 14.10.1989 |  |  |
| 24 | Italia (bandiera)     | POR   | Carlo Capiretti      | 20.03.1996 |  |  |
| 77 | Brasile (bandiera)    | LAT   | Dian Luka            | 28.07.1990 |  |  |
| 81 | Italia (bandiera)     | PIV   | Adriano Foglia       | 25.04.1981 |  |  |

## Under-19
| N° | Naz.              | Ruolo | Sportivo            | Anno       |  |  |
| -- | ----------------- | ----- | ------------------- | ---------- |  |  |
| 16 | Italia (bandiera) | LAT   | Luigi Muzio         | --.--.---- |  |  |
| 26 | Italia (bandiera) | LAT   | Giuseppe Palumbo    | --.--.---- |  |  |
| 26 | Italia (bandiera) | LAT   | Davide Pagliaro     | --.--.---- |  |  |
| 26 | Italia (bandiera) | LAT   | Alessandro Perugino | 30.08.2003 |  |  |

## Risultati

### Serie A
|  | Pos. | Squadra   | Pt | G  | V  | N | P | GF  | GS | DR  |
|  | ---- | --------- | -- | -- | -- | - | - | --- | -- | --- |
|  | 4.   | FF Napoli | 53 | 30 | 15 | 8 | 7 | 102 | 83 | +19 |

### Play-off
Quarto di finale
Andata
| Arbitri: | Arrigo D'Alessandro (Policoro) Fabio Rocco De Pasquale (Marsala) Nicola Maria Manzione (Salerno) |
| Crono:   | Giovanni Beneduce (Nola)                                                                         |

|                                               |           |                               |
| Yepes 9'20'’ Gutierrez 12'00'’ Dalcin 23'00'’ | Marcatori | 7'30'’ Fortino 33'00'’ Coelho |

Ritorno
| Arbitri: | Massimo Tariciotti (Ciampino) Alessandro Ribaudo (Roma 2) Marco Moro (Latina) |
| Crono:   | Fabrizio Andolfo (Ercolano)                                                   |

|                                                                              |           |                                       |
| Fortino 17'11'’, 35'59'’ Dalcin 33'08'’ (aut.) Coelho 37'05'’ Arillo 37'42'’ | Marcatori | 17'41'’, 32'24'’ Yepes 18'26'’ Bizjak |

Semifinale
Gara 1
| Arbitri: | Simone Micciulla (Roma 2) Alex Iannuzzi (Roma 1) Massimo Tariciotti (Ciampino) |
| Crono:   | Fabio Maria Malandra (Avezzano)                                                |

|                     |           |                                                                                              |
| Fernandinho 18'17'’ | Marcatori | 0'24'’, 37'39'’ Borruto 3'28'’ De Oliveira 5'22'’ Taborda 9'15'’ Ja. Salas 10'17'’ Cuzzolino |

Gara 2
| Arbitri: | Giovanni Zannola (Ostia Lido) Marco Moro (Latina) Andrea Saggese (Rovereto) |
| Crono:   | Davide Plutino (Reggio Emilia)                                              |

| |           |                                                   |
| Bolo 1'00'’ Borruto 7'00'’, 13'00'’, 32'00'’ C. Espíndola 9'00'’ Honorio 15'00'’ Tonidandel 37'00'’ | Marcatori | 11'00'’, 30'00'’ Turmena 33'00'’, 34'00'’ Fortino |

### Coppa Italia
Quarto di finale
| Arbitri: | Simone Zanfino (Agropoli) Paolo De Lorenzo (Brindisi) Davide De Ninno (Varese) |
| Crono:   | Vincenzo Cannistrà (Catanzaro)                                                 |

|                                                    |           |                                                        |
| Tres 20'31'’, 39'33'’ Caio Junior 26'03'’, 31'01'’ | Marcatori | 7'45'’ Fortino 36'14'’ Turmena 39'42'’ (aut.) Bagatini |